# Heterochondria orientalis
Heterochondria orientalis – gatunek widłonoga z rodziny Chondracanthidae. Nazwa naukowa tego gatunku skorupiaków została opublikowana w 2013 roku przez koreańskich biologów Seonga Yonga Moona i Ho Younga Soha.